# Thomas Hooker
Thomas Hooker (Marefield, 5 luglio 1586 – Hartford, 7 luglio 1647) è stato una personalità religiosa statunitense.
Fu i leader del gruppo di puritani dissidenti che si separarono dalla colonia del Massachusetts per fondare la Colonia del Connecticut: per questo motivo è chiamato "the Father of Connecticut" ("il padre del Connecticut").
Era conosciuto come un grande oratore e un leader cristiano del suffragio universale. 
Nato a Marefield, nel Leicestershire (Regno Unito), conseguì un bachelor of Arts all'Emmanuel College di Cambridge nel 1608.